# Aeroportul intern Al-Jawf
Aeroportul intern Al-Jawf (în arabă مطار الجوف المحلي) (IATA: AJF, ICAO: OESK) este un aeroport din Provincia Al Jawf, Arabia Saudită ce deservește zona Sakakah⁠(d). Aeroportul a fost tranzitat în 2021 de 393.456 de pasageri.
Situat la o altitudine de 689 m, aeroportul dispune de 1 pistă.

## Infrastructură

### Piste
Aeroportul dispune de o singură pistă. Pista 10/28 are suprafața de asfalt și dimensiunile 3.660 m × 45 m. 